# Canarium schweinfurthii
Canarium asperum es una especie de árbol perteneciente a la familia  Burseraceae. Es originaria de África.

## Descripción
Es un árbol caducifolio que alcanza los 80-50 m de altura, hinchado en la base o con contundentes contrafuertes, el tronco recto, macizo, cilíndrico, de 1,3-2 m de diámetro, y 4 m de circunferencia a 2.25 m de altura, con una amplia difusión de ramas; la corona se expande unos Ø 20 m.

## Distribución y hábitat
Se encuentra en los bosques secundarios, son poco frecuentes  en las zonas más secas, excepto en los lagos, estando principalmente cerca de los ríos, a menudo es un árbol aislado en un terreno despejado, a una altitud de 0 a 1600 metros.
Se diferencia de Canarium madagascariense, por tener más foliolos (17-45) con peciolos cortos (1-6 mm de largo), y el cáliz (± 10 mm no de 2-3 mm).
Se diferencia de Entandrophragma utile (que carece de contrafuertes y savia perfumada). Un árbol joven puede ser confundido con Dacryodes klaineana  (que carece de hojas agrupadas).
Puede encontrarse también en el suroeste de Etiopía (no en el Norte!). Tal vez se dé espontáneo en el sur de Chad.

## Taxonomía
Canarium schweinfurthii fue descrita por Adolf Engler y publicado en Monographiae Phanerogamarum 4: 145. 1883.
Sinonimia
- Canarium occidentale A.Chev. (1909)
- Canarium chevalieri Guillaumin (1908)
- Canarium khiala A.Chev. (1920)
- Canarium thollonicum Guillaumin (1908)
- Canarium velutinum Guillaumin (1908)[3]